# Frelserpigen (film fra 1911, Nordisk Film)
 Ikke at forveksle med Frelserpigen (film fra 1911, Filmfabrikken Skandinavien).
Frelserpigen er en dansk stum melodramafilm fra 1911 produceret af Nordisk Films Kompagni og instrueret af William Augustinus efter manuskript af Alfred Kjerulf.
Filmen blev i tysktalende lande distribueret som Das Mädchen vom Kriegsruf, i engelsktalende land som A Salvation Army Girl og i fransktalende lande som Une Salutiste.

## Handling
Anna er datter af en officer i Frelsens Hær, der efter moderens død har opdraget den lille pige. Nu er hun bevet voksen og er også indtrådt i Frelsens Hær. Fader og datter hjælper en ung matros, der lå syg og hjælpeløs på gaden, og som senere overværer en tale, som faderen holder for tilhørerne. Matrosen lægger mærke til Annas skønhed, men mødet forstyrres af tre unge levemænd, der forstyrrer med tilråb og vittigheder. Anna forsøger at dysse dem ned, men det bliver det bare værre af og de forsøger at være nærgående, indtil matrosen Carl sørger for, at de forsvinder. Da Anna dagen efter kommer ind på en café for at sælge et af hærens blade, møder hun de tre unge levemænd igen, og de to vil straks fortsætte uroen, men den tredje, den unge velhavende grosserersøn Sven, træder imellem. Han er betaget af Annas skønhed, og undskylder og beder om lov til at følge hende hjem. 
Anna har i sin trygge opvækst aldrig været ude for fristelse, og falder i. Hun konverserer med den unge mand og lover at besøge ham næste aften. Da hun dagen efter er på vej til Sven, kommer Carl forbi og frier til Anna, der bedrøvet afviser ham, og Carl tager herefter hyre på en sunddamper. Ovre hos Sven hygger Anna sig med vin og de to bliver forelskede. Annas fader har indset, at han har mistet sin datter. Men snart kommer pengesorger for Sven og Anna, da Svens fader, grosserer Løwe ikke vil understøtte sønnens udsvævende liv. Sven begynder at anse Anna som en klods om benet, og en dag tager de med nogle venner og veninder på en sunddamper. På damperen kommer Sven og Anna op ad skændes, og under skænderiet slynger Sven Anna hen ad dækket, og Anna falder så uheldigt, at hun ikke kan rejse sig igen. Da springer en matrosen Carl til. Han har set det hele, og hjælper nu til. 
Anna kommer på hospitalet. Hun er blevet halt, og opsøger Sven, men han vil ikke kendes ved hende. Da hun hulkende bryder sammen, står Carl foran hende, og frier til hende igen. Taknemmelig synker Anna til hans bryst, og hun forstår, at kærlighed tilgiver alt.

## Medvirkende
- Frederik Jacobsen, Jensen, officer i Frelsens Hær
- Ingeborg Larsen, Anna/Alma,[2] Jensens datter
- Knud Rassow, Carl, ung matros
- Lau Lauritzen Sr., Løwe, grosserer
- Henry Seemann, Sven, grosserens søn
- Ellen Rassow
- Julie Henriksen
- Rigmor Jerichau
- Lauritz Olsen
- Maggi Zinn